# 의령고등학교
의령고등학교(宜寧高等學校)는 대한민국 경상남도 의령군 의령읍 동동리에 있는 공립 고등학교이다.

## 학교 연혁
- 1952년 3월 30일 : 의령농업고등학교 설립 인가(농업과 3학급)
- 1952년 4월 27일 : 개교
- 1973년 3월 5일 : 의령종합고등학교로 교명 변경
- 1999년 3월 1일 : 의령고등학교로 교명 변경
- 2004년 3월 1일 : 학칙 변경(학과 개편 건축과 3, 보통과 6 계 9학급)
- 2008년 9월 9일 : 기숙형 공립고등학교 지정
- 2011년 3월 1일 : 교육과학기술부 기숙형고교 정책 연구학교 지정(2년간)
- 2011년 9월 1일 : 일반계고등학교 전환 확정
- 2017년 3월 1일 : 교육부 선정 교실 수업 선도학교 운영
- 2021년 3월 1일 : 제28대 황석도 교장 부임
- 2022년 4월 1일 : 경상남도 교육청 지정 지능형 과학실 운영
- 2023년 1월 3일 : 2022학년도 제69회 졸업식(55명, 총 8,282명)
- 2023년 2월 7일 : 전국1호 그린스마트 미래학교 신축 이전
- 2023년 3월 2일 : 제72회 입학식(입학생 57명)

## 참고 자료
- 의령고등학교 - 한국교육학술정보원 학교알리미